# David Axe
David Axe est un correspondant de guerre américain. Il a rédigé plusieurs ouvrages sur la vie des soldats et sur les conflits. Il tient également un blog.

## Journalisme
Depuis 2005, Axe a rédigé du Royaume-Uni, l'Irak, le Liban, le Japon, le Timor oriental, l'Afghanistan, la Somalie, le Tchad, le Nicaragua, le Kenya, le Gabon et le Congo. Ses articles sont régulièrement publiés par The Washington Times, C-SPAN et Wired. Il est contributing editor au Warships Fleet International.

### War is boring
À partir de 2007, Axe publie un webcomic, War is boring, illustré par Matt Bors. Le récit relate les observations d'Axe sur les lieux et les conflits qu'il couvre, souvent sur le ton de l'humour noir. Par la suite, ce webcomic est adapté en roman graphique, avec des narrations plus développées.
Ce titre reflète à la fois l'ironie de l'auteur et le fait que les guerres sont largement régies par la politique, l'administration et la logistique, au lieu du combat. Axe conserve le titre War is boring pour son blog personnel. À mesure que le site gagne en popularité, Axe publie des messages et des articles d'autres auteurs qui s'intéressent à la guerre et à la sécurité nationale. La démarche finit par attirer l'attention des médias traditionnels, notamment à travers une critique positive sur MSNBC.

## Publications
- (en) David Axe et Steve Olexa, War Fix, 2006, NBM Publishing. (un roman graphique racontant ses mémoires de la guerre)
- (en) David Axe, Army 101: Inside ROTC in a Time of War, 2007, University of South Carolina Press. (compte-rendu des activités de David Axe alors au ROTC)
- (en) David Axe, War Bots: How U.S. Military Robots Are Transforming War In Iraq, Afghanistan, And The Future, Nimble Books, 2008. (étude des implications technologiques, stratégiques et morales de l'usage des robots militaires lors des conflits)
- (en) David Axe et Matt Bors, War is Boring: Bored Stiff, Scared to Death in the World's Worst War Zones, NAL Trade, 2010. (collaboration avec l'artiste visuel Matt Bors)
- (en) David Axe, From A to B: How Logistics Fuels American Power and Prosperity, Potomac Books, 2011. (histoire de la logistique moderne et comment elle est essentielle au maintien de la puissance militaire des États-Unis)

### En français
- David Axe (scénario) et Matt Bors (dessin), War is boring - Correspondant de guerre, Steinkis, janvier 2019 (ISBN 978-2-368-46253-9).